# Slovenia ai XX Giochi olimpici invernali
La Slovenia partecipò ai XX Giochi olimpici invernali, svoltisi a Torino, Italia, dall'11 al 19 febbraio 2006, con una delegazione di 36 atleti impegnati in nove discipline.